# Садово-Драгунский
Садово-Драгунский — упразднённый посёлок в Кирсановском районе Тамбовской области России. Входит в состав Голынщинского сельсовета.

## География
Посёлок находился в восточной части Тамбовской области, в лесостепной зоне, в пределах Окско-Донской равнины, на правом берегу реки Калаис, вблизи мета впадения в него реки Сухой Калаис, на расстоянии примерно 7 километров (по прямой) к западу от города Кирсанова, административного центра района.
Климат
Климат характеризуется как умеренно континентальный с недостаточным и неустойчивым увлажнением. Среднегодовое количество осадков составляет 470—510 мм. Средняя температура января составляет −11,3 °С, июля — +20,4 °С.

## История
Основан в 1921 году. По данным 1926 года имелось 22 хозяйства и проживало 104 человека (50 мужчин и 54 женщины). В административном отношении входил в состав Пригородной волости Кирсановского уезда Тамбовской губернии.

## Население
| 2010 |
| ---- |
| 0    |